# Robert Dauber
Robert Dauber (* 27. August 1922 in Wien; † 24. März 1945 im KZ Dachau) war ein österreichischer Cellist und Komponist.
Der Vater von Robert Dauber war der Komponist, Arrangeur und Dirigent  Adolf „Dol“ Dauber (1894–1950), der als Leiter des Dol Dauber Salonorchester im Wien der zwanziger Jahre bekannt war. Robert Dauber spielte Klavier und Cello. Im KZ Theresienstadt beteiligte er sich an Aufführungen der Oper Brundibár. Im März 1945 starb Dauber in KZ Dachau an Typhus. Das einzig bekannte Werk befindet sich in der Musiksammlung der Österreichischen Nationalbibliothek im Nachlass des Vaters (Signatur: MUS: F79 Dauber).

## Werk
- Serenade (Serenata) für Violine und Klavier, 1942, nach 60 Jahren herausgegeben als ISMN 979-0-2025-2285-1[3]